# Port lotniczy Pine Cay
Port lotniczy Pine Cay – piąty co do wielkości port lotniczy Turks i Caicos, zlokalizowany na wyspie Pine Cay.